# Libor Sionko
Libor Sionko (Ostrava, República Checa, 1 de febrero de 1977) es un exfutbolista checo que jugaba de extremo o interior derecho. Fue internacional con la selección de República Checa.
Su primer equipo fue FC Baník Ostrava.

## Selección nacional
Ha sido internacional con la selección de fútbol de la República Checa. Jugó 41 partidos internacionales y anotó ocho goles. Sionko también fue internacional sub-21 en la cual jugó 19 partidos y anotó siete goles.

### Participaciones en Copas del Mundo
| Mundial                        | Sede     | Resultado    |
| ------------------------------ | -------- | ------------ |
| Copa Mundial de Fútbol de 2006 | Alemania | Primera fase |

## Clubes

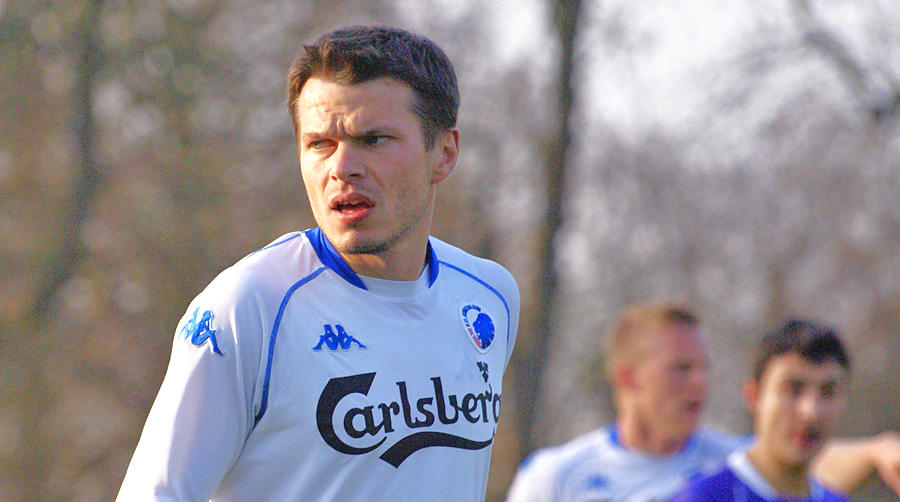
Sionko con el FC Copenhague en 2009

| Club                        | País            | Año       |
| --------------------------- | --------------- | --------- |
| Baník Ostrava B             | República Checa | 1994      |
| → FK Fotbal Třinec (cedido) | República Checa | 1994-1995 |
| → 1. SC Znojmo (cedido)     | República Checa | 1996      |
| FC Baník Ostrava            | República Checa | 1997-1999 |
| Sparta Praga                | República Checa | 1999-2003 |
| Grazer AK                   | Austria         | 2004      |
| Austria Viena               | Austria         | 2004-2006 |
| Rangers FC                  | Escocia         | 2006-2007 |
| FC Copenhague               | Dinamarca       | 2007-2009 |
| Sparta Praga                | República Checa | 2010-2012 |

## Palmarés

### Campeonatos nacionales
| Título               | Club          | País            | Año  |
| -------------------- | ------------- | --------------- | ---- |
| Liga Checa de Fútbol | Sparta Praga  | República Checa | 2000 |
| Liga Checa de Fútbol | Sparta Praga  | República Checa | 2001 |
| Liga Checa de Fútbol | Sparta Praga  | República Checa | 2003 |
| Copa Checa           | Sparta Praga  | República Checa | 2004 |
| Bundesliga           | Grazer AK     | Austria         | 2004 |
| Copa de Austria      | Grazer AK     | Austria         | 2004 |
| Copa de Austria      | Austria Viena | Austria         | 2005 |
| Bundesliga           | Austria Viena | Austria         | 2006 |
| Copa de Austria      | Austria Viena | Austria         | 2006 |
| Copa de Dinamarca    | FC Copenhague | Dinamarca       | 2009 |
| Superliga Danesa     | FC Copenhague | Dinamarca       | 2009 |
| Superliga Danesa     | FC Copenhague | Dinamarca       | 2010 |
| Liga Checa de Fútbol | Sparta Praga  | República Checa | 2010 |